# Blowout (esportes)
Nos esportes americanos, o termo blowout ("apagão", em tradução literal) se refere a uma vitória fácil ou unilateral de um time ou atleta. Ocorre quando um time ou jogador individual vence outro por uma grande margem ou de tal forma que dá ao segundo time ou atleta poucas chances de vitória ao longo do jogo ou evento. O termo é frequentemente usado em referência à competição esportiva, mas é usado em outros contextos, como política eleitoral.
Durante blowouts, os narradores (ou locutores) são desafiados a manter o interesse e as avaliações do público que assiste ou ouve ao evento esportivo. Os narradores (ou locutores) procuram manter um estoque de discurso informativo relevante para tais eventos.

## Ética e esportividade
Durante blowouts, alguns treinadores e jogadores são desafiados pela ética e espírito esportivo do evento. Alguns técnicos e jogadores acreditam que não é apropriado dar todo o esforço ao vencer por uma grande vantagem no placar, ou continuar pontuando para garantir a vitória, e outros acreditam em uma competição deve-se dar todo o esforço até o fim da partida. Também pode ser difícil para o time que está muito atrás do placar manter a calma. É comum ocorrer brigas e discussões entre jogadores, assim como a expulsão de um ou outro do jogo, geralmente porque o time ou atleta perdedor está frustrado e envergonhado. A parte do jogo que é disputada após a confirmação do resultado, que é conhecida como "garbage time", a maioria dos times descansa muitos de seus melhores jogadores e os substitui por reservas. Isso evita que os jogadores titulares se machuquem e lhes dá a chance de descansar. Também dá aos reservas a chance de obter alguma experiência em condições de jogo. Os torcedores costumam se divertir com cânticos sobre times favoritos e jogadores que desejam ver jogar durante o garbage time ou times que desejam jogar nas próximas rodadas da competição de playoff.
Porém, em alguns esportes, garantir uma grande margem de vitória é importante para manter a liderança ou vantagem nos cálculos estatísticos de desempate para assegurar uma boa posição nos playoffs (pós-temporada) e, em outros esportes, como o beisebol, um inning forte ou uma virada do time que está perdendo é sempre possível em situações de pressão, devido à natureza do esporte de não ser jogado por tempo.